# بول سيمبسون
بول سيمبسون (بالإنجليزية: Paul Simpson)‏ (26 يوليو 1966 كارلايل المملكة المتحدة - ) هو لاعب كرة قدم بريطاني يلعب كلاعب وسط.

## روابط خارجية
- بول سيمبسون على موقع قاعدة بيانات كرة القدم.إي يو (الإنجليزية)
- بول سيمبسون على موقع Soccerbase.com (لاعب) (الإنجليزية)
- بول سيمبسون على موقع Soccerbase.com (مدرب) (الإنجليزية)
- بول سيمبسون على موقع Soccerway.com (الإنجليزية)
- بول سيمبسون على موقع عالم كرة القدم.نت (الإنجليزية)